# Studebaker-Packard Hawk series
La serie Studebaker-Packard Hawk fue un conjunto de automóviles producidos por la corporación fusionada Studebaker-Packard entre 1956 y 1964. Todos ellos, menos el Packard Hawk de 1958, tenían los emblemas de la marca Studebaker. Descritos por la compañía como "coches deportivos familiares", todos eran cupés con techo rígido de dos puertas y cuatro asientos. Fueron una evolución de los modelos C/K de 1953 con distancia entre ejes larga (120 pulgadas (3048 mm)) diseñados por Robert Bourke, principal estilista de la Agencia de Raymond Loewy. El rediseño de 1962 como GT Hawk fue obra de otro famoso estilista, Brooks Stevens.

## Historia
El precursor de los Hawk fue el Studebaker Speedster de 1955, un modelo de techo rígido de edición especial basado en el Studebaker President con molduras de acero inoxidable sobre la ventana trasera, generalmente luces antiniebla en el parachoques delantero, interior de cuero de lujo, un tablero especial y combinaciones únicas de pintura de dos tonos. El éxito del Speedster condujo a la expansión de la gama del Hawk de 1956 como competidor del Ford Thunderbird y del Oldsmobile Starfire.
| Modelo            | 1956 | 1957 | 1958 | 1959 | 1960 | 1961 | 1962 | 1963 | 1964 |
| ----------------- | ---- | ---- | ---- | ---- | ---- | ---- | ---- | ---- | ---- |
| Flight Hawk       | X    |      |      |      |      |      |      |      |      |
| Power Hawk        | X    |      |      |      |      |      |      |      |      |
| Sky Hawk          | X    |      |      |      |      |      |      |      |      |
| Golden Hawk       | X    | X    | X    |      |      |      |      |      |      |
| Silver Hawk       |      | X    | X    | X    |      |      |      |      |      |
| Packard Hawk      |      |      | X    |      |      |      |      |      |      |
| Hawk              |      |      |      |      | X    | X    |      |      |      |
| Gran Turismo Hawk |      |      |      |      |      |      | X    | X    | X    |

La gama Hawk de cuatro modelos lanzada en 1956 reflejaba el motor y los niveles de equipamiento de los sedanes. Había dos cupés; el Flight Hawk era un modelo base impulsado por el obsoleto motor I6 Champion de cabeza plana y con poca potencia ampliado a 185,6 pulgadas cúbicas (3041,4 cm³); el Power Hawk usó el OHV de nivel medio de Studebaker de 259 pulgadas cúbicas (4244,2 cm³) y 180 HP (182,5 CV) con carburador de 2 bbl o con 195 HP (197,7 CV) en el caso del V8 de 4,7 L (con carburador de 4 bbl) del Commander; había dos versiones de techo rígido; el Sky Hawk compartió el V8 OHV de 289 pulgadas cúbicas (4735,9 cm³) más grande y el acabado de lujo con el Studebaker President y el Studebaker Golden Hawk, que se encontraban en la parte superior de la gama. El Golden Hawk, equipado con el potente V8 de bloque grande de 352 pulgadas cúbicas (5768,2 cm³) y 275 hp (5,8 L) de Packard, fue el mejor automóvil de alto rendimiento de 1956. Al instalar el V8 más grande en la carrocería más pequeña y liviana, Studebaker pudo crear el primer muscle car ocho años antes que el GTO. Tenía la segunda relación potencia-peso más alta de cualquier automóvil de producción en serie estadounidense. Las pruebas en carretera contemporáneas verificaron que el Golden Hawk era más rápido en el 1/4 de milla que los Corvette, Thunderbird y Chrysler 300B. En velocidad máxima, solo el Chrysler 300B podría igualarlo.
Para 1956, la situación financiera de Studebaker-Packard se había deteriorado hasta el punto de que no había más remedio que suspender toda la fabricación en las instalaciones de Packard. La fábrica de Detroit de Packard y los campos de pruebas de Utica estaban cerrados. En un esfuerzo provisional para ganar tiempo para el desarrollo y la financiación de un Packard completamente nuevo, y con el fin de mantener vigentes los contratos de distribución existentes, un Packard de 1957 que era simplemente un Studebaker President disfrazado entró en producción en la fábrica de Studebaker en South Bend. Como el V8 de Packard ya no se producía, tanto el nuevo Packard como el Golden Hawk de 1957 se equiparon con el V8 de 289 pulgadas cúbicas (4735,9 cm³) más grande de Studebaker, equipado con un sobrealimentador McCulloch para producir la misma potencia nominal de 275 HP (278,8 CV) que el Packard V8 de 1956. La gama se simplificó: el Sky Hawk se suspendió por estar demasiado cerca del Golden Hawk, mientras que los dos modelos más bajos fueron reemplazados por un solo modelo, el Silver Hawk, disponible con el motor Champion I6 o con el V8 de 259 pulgadas cúbicas (4244,2 cm³). En 1958 se lanzó una versión de lujo rediseñada y rebautizada del Golden Hawk, vendida como Packard Hawk.
Las ventas de Studebaker continuaron con un rápido descenso en 1957-58, por lo que para 1959 Studebaker-Packard dejó de producir el Golden Hawk de techo rígido, y todos los Packard y los sedanes Studebaker. El cupé Silver Hawk fue el único remanente que quedó junto con la nueva gama del Studebaker Lark. Fue un año decisivo, pero la gran apuesta de Studebaker valió la pena: el Lark, que parecía más pequeño, era en realidad solo el sedán de seis años años antes con una distancia entre ejes más corta y una chapa delantera y trasera acortadas, pero estaba en el lugar correcto en el momento exacto, y era un automóvil que el mercado quería. El Silver Hawk sirvió como un útil reclamo en las salas de exposición; y dado que era el único modelo Hawk que quedaba, pasó a llamarse simplemente Studebaker Hawk y continuó con ese nombre hasta finales de 1961.

## Final de la serie de vehículos
Para el año modelo de 1962, Brooks Stevens rediseñó el GT Hawk y se lanzó con el nombre de Gran Turismo Hawk. Su estilo fue bien recibido y se vendió relativamente bien en 1962. Pero en 1963, las ventas de Studebaker estaban en una espiral de caída irreversible. Aunque el Super Hawk de 1964, disponible con un motor sobrealimentado R2 opcional, transmisión de 4 velocidades, diferencial de deslizamiento limitado TwinTraction, frenos de disco delanteros y suspensión deportiva, iba a ser el mejor Hawk de todos los construidos, su fabricación terminó con el resto de la producción estadounidense de Studebaker en diciembre de 1963.